# Orchistomella applanata
Orchistomella applanata är en nässeldjursart som beskrevs av Paul Torben Lassenius Kramp 1959. Orchistomella applanata ingår i släktet Orchistomella och familjen Melicertidae. Inga underarter finns listade i Catalogue of Life.